# Luka Bloom
Pour les articles homonymes, voir Moore, Barry Moore et Bloom.
Luka Bloom (né le 23 mai 1955, à Newbridge, comté de Kildare, Irlande) de son vrai nom Kevin Barry Moore est un chanteur, auteur-compositeur irlandais. Il est aussi le frère cadet du chanteur folk Christy Moore.

## Pseudonyme
Pour éviter la pression due à la célébrité de son frère, Christy Moore, Bloom adopte le pseudonyme « Luka », référence à la chanson du même nom de Suzanne Vega. « Bloom » est une allusion au personnage principal du roman de James Joyce, Ulysse. Bloom assume néanmoins totalement le fait d'être le frère de Christy Moore.

## Style de musique
La façon dont Bloom joue de la guitare est distinctive. Au début de sa carrière (quand il joue sous son vrai nom, Barry Moore), il joue de la guitare en picking. Mais des tendinites l'ont obligé à adopter un style strumming, lourd et rapide, qui est souvent évoqué comme une des raisons de son succès. D'habitude, il joue en DADGAD (façon d'accorder la guitare) sur une guitare électro-acoustique en amplifiant les basses et en utilisant une pédale d'effet (chorus). Il en résulte un son chaud et enivrant. Plus tard, il fait ses concerts sur une guitare classique avec des cordes moins dures que sa guitare électro-acoustique. D'une certaine façon, cela adouci le son de ses chansons. Il est possible que ce changement soit une conséquence de ses tendinites.

## Tournées
Bloom commence sa carrière aux États-Unis en jouant dans des petits clubs à Washington, dans le district de Columbia et plus tard à New York. Il joue alors souvent dans le Greenwich Village de New York au Red Lion, où il se produit avec Eileen Ivers au violon lors de sa tournée Irishman in Chinatown (Ivers apparait sur son album Riverside). Il présente souvent ses guitares comme des partenaires à part entière. Dans les années 1990, ses tournées ont lieu en Amérique, il se concentre ensuite sur l'Europe.

## Albums
Les premiers albums de Bloom reflètent son style de strumming frénétique, comme Delirious qui ouvre l'album Riverside, et son goût pour les reprises, qu'il a toujours. Sur l'album The Acoustic Motorbike, il reprend I need Love de LL Cool J et Can't Help Falling In Love d'Elvis Presley.
Sorti en 2000, Keeper of the Flame est un album de reprises dont Dancing Queen de ABBA, Natural Mystic de Bob Marley et Throw Your Arms Around Me de Hunters and Collectors.
Le mini-album acoustique de Bloom, Before Sleep Comes, paru en 2004 est enregistré alors qu'il se remet d'une tendinite. Il déclare que le but de l'album est « de vous amener plus proche du sommeil, notre ami nocturne parfois élusif ».
Bloom sort son album Innocence en 2005. Certaines de ses chansons montrent des influences d'Europe de l'Est (en particulier de Roumanie) et d'autres musiques du monde. Ce CD comporte plus de guitare classique, choix d'instrument qui influe sur la façon de jouer. Jusque-là, il joue sur des cordes métalliques, élément de son style.
En 2007, il sort Innocence, en collaboration avec Simon O'Reilly, musicien venant du comté de Clare, O'Reilly composant les musiques et les envoyant à Bloom pour qu'il les complète avec des paroles et sa voix.
Un DVD du nom de The Man is Alive sort le 20 février 2008. Il comporte des concerts filmés à Dublin et à Kildare, une séance de questions-réponses avec ses fans, le documentaire My name is Luka et un CD d'extraits des deux concerts.
Eleven Songs parait en septembre 2008, contenant une orchestration plus riche, donnant à l'album un son particulier dans l'œuvre de l'artiste.

## Discographie
Albums parus sous le nom de Barry Moore :
- Treaty Stone (1978)
- In Groningen (Barry Moore & Eamon Murray) (1980)
- No Heroes (1982)

Albums parus sous le nom de Luka Bloom :
- Luka Bloom (1988)
- Riverside (1990)
- The Acoustic Motorbike (1992)
- Turf (1994)
- Salty Heaven (1998)
- Keeper of the Flame (covers project) (2000)
- The Barry Moore Years (compilation) (2001)
- Between the Mountain and the Moon (2001)
- Amsterdam (live) (2003)
- Before Sleep Comes (2004)
- Innocence (2005)
- Tribe (2007)
- The Platinum Collection (compilation) (2007)
- The Man Is Alive (2 DVD + 1 CD) (2008)
- Eleven Songs (2008)
- Dreams In America (2010)
- This New Morning (2012)
- Head & Heart (2014)